# Kladapheles
Kladapheles is een monotypisch mosdiertjesgeslacht uit de  familie van de Lepraliellidae en de orde Cheilostomatida

## Soorten
- Kladapheles gammadeka Gordon, 1993